# 1947

## Събития

### В света
- 1 януари – Британската и американската окупационна зона в Германия, след Втората световна война се обединяват в Бизония, която по-късно става Федерална република Германия.
- 26 януари – Самолет на KLM „Дъглас DC-3“ се разбива скоро след излитане от Копенхаген и убива всички 22 души на борда, включително принц Густав Адолф, вторият по ред за наследяване на шведския трон, и американската оперна певица Грейс Мур.
- В пещера във и около Вади Кумран (близо до останките на древното селище Кумран, на северозападния бряг на Мъртво море), в няколко високи керамични делви били открити кожени свитъци, които по-късно станали известни като свитъците от Мъртво море.

### В България
- 29 юни – Открита е първата редовна въздушна линия София – Бургас от Дирекция въздушни съобщения, създадена с ПМС № 8 от 27 декември 1946 година.
- 4 декември-6-о Велико народно събрание приема Конституция на Народна република България.
- Създаден е футболен клуб „Академик София“.

## Родени
- 3 януари – Любен Корнезов, български юрист и политик
- 5 януари – Тотко Дремсизов, български футболист
- 8 януари – Дейвид Боуи, британски музикант († 2016 г.)
- 10 януари – Джордж Ефинджър, американски писател
- 14 януари
  - Ричард Леймън, американски писател
  - Кристина Пронко, полска певица
- 16 януари – Валентин Чернев, български поет
- 18 януари – Такеши Китано, японски актьор, поет, художник и кинорежисьор
- 19 януари – Род Евънс, английски рокпевец
- 23 януари – Адела Пеева, българска режисьорка
- 24 януари – Мичио Каку, американски физик
- 28 януари – Иван Минеков, български скулптор
- 29 януари
  - Дейвид Байрън, британски рокмузикант († 1985 г.)
  - Спартак Паскалевски, български художник и изкуствовед
- 2 февруари – Фара Фосет, американска актриса († 2009 г.)
- 3 февруари
  - Христо Бонев, български футболист и треньор
  - Георги Каменски, български футболист
  - Ангел Ценов, български футболист
  - Пол Остър, американски писател
  - Стоян Стоянов, български учен
- 8 февруари – Рашко Младенов, български театрален и кино актьор
- 9 февруари – Карла дел Понте, швейцарска юристка
- 11 февруари – Миряна Башева, българска поетеса († 2020 г.)
- 12 февруари – Джарнаил Сингх Бхидранвал, индийски (сикхски) религиозен водач
- 13 февруари – Урс Фас, швейцарски писател
- 15 февруари – Джон Адамс, американски композитор
- 23 февруари – Димитър Цеков, български футболист
- 26 февруари – Иля Велчев, български писател и режисьор
- 28 февруари – Лена Крун, финландска писателка
- 7 март – Валтер Рьорл, немски автомобилен състезател
- 14 март – Ганчо Пеев, български футболист
- 19 март – Глен Клоуз, американска актриса
- 22 март
  - Джеймс Патерсън, американски писател
  - Андре Хелер, австрийски писател и художник
- 27 март – Брайън Джоунс, британски летец
- 5 април – Глория Макапагал-Оройо, филипински политик
- 10 април
  - Методи Стамболиски, висш офицер, началник на ГЩ на АРМ
  - Халина Фронцковяк, полска певица
- 12 април – Том Кланси, американски писател († 2013 г.)
- 16 април – Джери Рафърти, шотландски певец († 2011 г.)
- 17 април – Никола Радлев, български футболист
- 18 април – Джеймс Уудс, американски актьор
- 20 април – Виктор Суворов, писател, бивш съветски офицер-разузнавач
- 24 април – Мария Гигова, българска гимнастичка
- 25 април – Йохан Кройф, холандски футболист и треньор († 2016 г.)
- 27 април – Цветан Веселинов, български футболист
- 29 април – Васил Паница, български политик
- 2 май – Филип Херевеге, белгийски диригент
- 4 май – Филип Трифонов, български актьор
- 6 май
  - Муравей Радев, български политик
  - Алън Дейл, новозеландски актьор
- 11 май – Маргарит Минков, български писател
- 12 май – Майкъл Игнатиев, лидер на Либералната партия на Канада.
- 15 май – Люпко Петрович, сръбски футболен треньор
- 28 май – Захи Хауас, египетски историк
- 31 май – Васил Сотиров, български писател
- 31 май – Вълко Ценов, български скулптор
- 1 юни – Рон Денис, британски механик
- 13 юни – Саво Климовски, политик и юрист от Република Македония
- 16 юни – Кирил Кадийски, български писател
- 19 юни – Салман Рушди, британски писател
- 21 юни – Ширин Ебади, иранска защитничка на човешките права
- 24 юни – Хелена Вондрачкова, чешка певица
- 26 юни – Недялко Стамболиев, български футболист
- 4 юли – Михаил Мутафов, български актьор
- 7 юли
  - Антон Радичев, български актьор
  - Пенчо Пенев, български юрист и политик
- 9 юли – Мич Мичъл, британски барабанист († 2008 г.)
- 17 юли – Камила Паркър-Боулз, английска принцеса, херцогиня на Корнуол, втора съпруга на принц Чарлз
- 19 юли – Браян Мей, британски китарист от „Куийн“
- 20 юли – Карлос Сантана, китарист и певец
- 29 юли
  - Атанас Славов, български писател
  - Младен Василев, футболист и треньор
- 30 юли – Арнолд Шварценегер, американски актьор, губернатор на щата Калифорния
- 9 август
  - Джон Варли, американски писател
  - Енцо Гузман, малтийски певец и композитор († 2021 г.)
- 14 август – Даниел Стийл, американска писателка
- 21 август
  - Емил Табаков, български композитор
  - Иглика Василева, българска литературна преводачка
- 24 август – Паулу Коелю, бразилски писател
- 28 август – Маргарита Горанова, българска поп-певица
- 30 август – Михаил Йончев, български поп-певец
- 31 август
  - Димитър Марашлиев, български футболист
  - Соломон Салтиел, български физик
- 2 септември – Петко Йотов, български офицер и историк († 2009 г.)
- 12 септември – Патрик Футуна, ирландски учен
- 14 септември – Александър Руцкой, руски офицер и политик
- 16 септември – Брото Утомо, индонезийски дипломат
- 18 септември – Джанкарло Минарди, автомобилен мениджър
- 19 септември – Уршуля Шипинска, полска певица, композиторка и вътрешна архитектка
- 20 септември – Мия Мартини, италианска певица († 1995 г.)
- 21 септември – Стивън Кинг, американски писател
- 1 октомври – Аарон Цихановер, израелски биолог
- 2 октомври – Йоан Костадинов, български политик
- 7 октомври – Джон Реймънд Броснан, австралийски писател († 2005 г.)
- 10 октомври – Стефка Спасова, българска акробатка
- 18 октомври
  - Стефан Аладжов, български футболист
  - Моника Хелфер, австрийска писателка
- 19 октомври – Николай Добрев, български политик
- 22 октомври – Дийпак Чопра, индийски лекар
- 26 октомври
  - Хилъри Клинтън, сенатор от щат Ню Йорк
  - Коичиро Фукуи, японски дипломат
- 1 ноември – Георги Петканов, български политик и юрист
- 6 ноември – Димитър Миланов, български поет
- 19 ноември – Дитка Хаберл, словенска певица
- 28 ноември – Густав Хасфорд, американски писател
- 29 ноември – Мирза Хазар, азербайджански писател, преводач на Библията
- 1 декември – Теодосий Теодосиев, български учител
- 6 декември – Лупита Ферер, венецуелска актриса
- 7 декември – Оливер Драгоевич, хърватски певец и музикант († 2018 г.)
- 14 декември – Дилма Русеф, първата жена-президент на Бразилия
- 17 декември – Николай Пенков, български футболист
- 21 декември – Пако де Лусия, испански музикант († 2014 г.)
- 23 декември – Греъм Бонит, британски рокмузикант – вокалист
- 29 декември – Кози Пауъл, британски рокмузикант – барабанист († 1998 г.)
- 30 декември – Иван Зафиров, български футболист
- ? – Фам Куок Бао, виетнамски дипломат
- ? – Хаджи Мухамед Чамкани, афганистански политик († 2012 г.)
- ? – Джемал Маловчич, босненски народен певец († 1992 г.)

## Починали
- Андрей Мацанов, български революционер
- Георги Тренев, български военен и революционер
- Филолаос Пихеон, гръцки революционер
- юни – Михаил Хаджинеделчев, български учител
- 9 януари – Карл Манхайм, социолог и философ
- 16 януари – Андрей Шкуро,
- 19 януари
  - Мануел Мачадо, испански поет
  - Тане Николов, български революционер
- 25 януари – Ал Капоне, американски престъпник
- 16 февруари – Илия Докторов, български революционер
- 21 февруари – Стефан Бончев, български геолог
- 18 март – Михаил Герджиков, български революционер
- 7 април – Хенри Форд, автомобилен производител и откривател
- 18 април – Йозеф Тисо, словашки политик
- 9 май – Еврипидис Бакирдзис, гръцки политик
- 23 май – Шарл-Фердинан Рамю, швейцарски писател (р. 1878 г.)
- 11 юни – Джеймс У. Шулц, американски писател
- 13 юни – Славко Кватерник, хърватски политик и военен
- 29 юли – Йордан Иванов, български учен
- 30 юли – Лука Групчев, български революционер
- 8 август – Антон Деникин, руски военачалник
- 9 август – Реджиналд Инъс Поукък, британски зоолог
- 9 септември – Виктор Орта, белгийски архитект
- 24 септември – Тома Баялцалиев, български революционер
- 17 ноември – Рикарда Хух, немска поетеса и романистка
- 20 ноември – Волфганг Борхерт, немски поет и белетрист и драматург
- 1 декември – Годфри Харолд Харди, английски математик
- 7 декември – Никълъс Мъри Бътлър, американски дипломат
- 11 декември – Александър Ставре Дренова, албански поет
- 28 декември – Виктор Емануил III, крал на Италия (р. 1869 г.)
- 18 февруари – Георги Райчев, български писател (р. 1882 г.)
- 1 април – Георгиос II, крал на Гърция (р. 1890 г.)
- 20 май – Филип Ленард, унгарски физик, лауреат на Нобелова награда за физика през 1905 г. (р. 1862 г.)
- 9 септември – Виктор Хорта, белгийски архитект (р. 1861 г.)
- 23 септември – Никола Петков, български политик (р. 1893 г.)
- 13 декември – Николай Рьорих, руски художник и теософ (р. 1874 г.)
- ? – Степан Юринич, български зоолог (р. 1855 г.)

## Нобелови награди
- Физика – Едуард Виктор Епълтън
- Химия – Робърт Робинсон
- Физиология или медицина – Карл Кори, Герти Кори, Бернардо Усай
- Литература – Андре Жид
- Мир – Квакерите, представени от Квакерски страж на мира и обществото (Лондон) и Американски благотворителен комитет на приятелите (Вашингтон)

Вижте също:
- календара за тази година